# 无头软件
无头软件（Headless software）（例如“headless java”、“headless Linux”）是指无需图形用户界面就能在设备上使用的软件。此类软件通常用于服务器和嵌入式系统，通过如网络或串行端口来接收输入和提供输出。
无头计算机（最常见于服务器）可能会缺少许多支持图形界面的系统库。如果这些库不存在，需要这些库的软件可能无法启动或编译。在无头机器上构建软件必须只使用命令行工具，而不能依赖集成开发环境（IDE）。